# 2016 GB277
2016 GB277 est un transneptunien de magnitude absolue 7,2.